# Peter Waage
Peter Waage (født 29. juni 1833 i Flekkefjord, død 13. januar 1900) var en norsk kemiker.
Han blev student i 1854 hvorefter han tog første del af medicinsk embedseksamen og fik i 1858 Kronprinsens Guldmedalje for en besvarelse af universitetets prisopgave om »at udvikle de surstofholdige Syreradikalers Kemi baade for uorganiske og organiske Legemer«.
I 1866 blev han professor i kemi ved Universitetet i Oslo.